# Vicente Segrelles

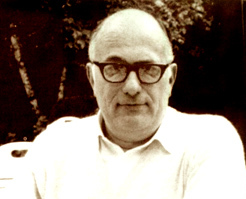
Vicente Segrelles

Vicente Segrelles Sacristán (Barcelona, 9 september 1940) is een Catalaans-Spaans tekenaar en schilder, bekend van onder andere de reeks stripverhalen De Huurling. Kenmerk van Segrelles' werk is dat hij niet tekent maar in olieverf schildert.

## Biografie
Segrelles was reeds in zijn jeugd gefascineerd door tekenen. Hij ging op zijn 14e naar de vakschool van de vrachtwagenfabrikant ENASA (fabrikant van Pegaso vrachtwagens), omdat een carrière in de kunst in het naoorlogse Spanje te onzeker leek. Hier leerde hij mechanica, technisch tekenen en deed materiaalkennis op. Reeds op zijn zeventiende ging hij werken op de afdeling technische publicaties, waar catalogi met reserve-onderdelen en technische handboeken werden gemaakt. Intussen maakte hij zich de kunst van diverse manieren van tekenen en schilderen meester. Op zijn 23e verliet hij dit bedrijf en begon als reclametekenaar. In 1970 schakelde hij volledig over op het maken van illustraties.
In 1980 begon hij de reeks stripverhalen El Mercenario (in het Nederlands uitgebracht als De Huurling). Kenmerken van deze en zijn andere werken is, dat ze in olieverf worden geschilderd, alvorens ze in albumvorm worden gedrukt. Dit maakt het productietempo van Segrelles' werken vrij laag. Daarom is hij vanaf 1998 overgeschakeld op het tekenen met de computer.
Segrelles is getrouwd en heeft 2 dochters.